# Красний Яр (Красночетайський район)
Кра́сний Яр (рос. Красный Яр, чув. Хĕрлĕяр) — присілок у Чувашії Російської Федерації, у складі Атнарського сільського поселення Красночетайського району.
Населення — 20 осіб (2010; 45 в 2002, 112 в 1979, 221 в 1939, 80 в 1927).
Національний склад (2002):
- чуваші — 100 %

## Історія
Історична назва — Хирли-Сир. Засновано 1920 року як виселок переселенцями з села Міжеркаси для створення сільськогосподарської артілі «Іскра». Селяни займались землеробством, тваринництвом. 1929 року отримано статус присілка. 1930 року створено колгосп «Червоний острів». Селяни займались землеробством, тваринництвом. До 1927 року перебував у складі Красночетаївської волості Ядринського повіту, з переходом на райони 1927 року входив спочатку до складу Красночетайського району, у період 1962–1965 років — до складу Шумерлинського, після чого повернутий до складу Красночетайського району.